# Guatteria coriacea
Guatteria coriacea är en kirimojaväxtart som beskrevs av Robert Elias Fries. Guatteria coriacea ingår i släktet Guatteria och familjen kirimojaväxter. Inga underarter finns listade i Catalogue of Life.